# دهستان الوندکوه غربی
الوندکوه غربی شهرکی است از توابع بخش مرکزی شهرستان همدان در استان همدان ایران.

## جمعیت
براساس سرشماری سال ۱۳۸۵ جمعیت آن ۱۷٬۲۷۶ نفر (۴٬۵۲۳ خانوار) بوده است.